# Ургакш
Урга́кш (мар. Ургаш) — посёлок в Советском районе Республики Марий Эл России. Входит в состав городского поселения Советский. Численность населения — 1385 (2010) человек.

## Географическое положение
Посёлок Ургакш расположен в 3 км на запад от административного центра района пгт Советский на реке Ургакш. В 1 км к югу от посёлка проходит автодорога регионального значения Йошкар-Ола — Уржум.

## История
В 1886 году в деревне Ургакш находилась церковно-приходская школа, которую посещали 15 мальчиков и 4 девочки. Преподавателем был священник из Ронги Алексей Александрович Никольский. В 1899 году открыта школа первой ступени. В 1919 году обучались 10 мальчиков и 9 девочек.
В 1911 году в Ургакше было 37 дворов, в 1924 году — 44 двора.
На речке издавна были два пруда, в которых водилось много рыбы. На реке стояли три водяные мельницы. Из дальних и близких деревень привозили зерно для размола. В деревне имелась кузница, делали горшки, тарелки, кувшины.
В 1921 году в Ургакше были организованы трудовые артели по мукомольному производству и по деревообработке. В этом году здесь находились также трудовые артели по производству корыт, дегтярные промыслы.
В 1935 году был создан колхоз «Прожектор».
В 1948 году в Ургакше был крупный пожар. Кроме отстроенных жилых домов, в посёлке были построены магазин, клуб, контора, общежитие.
В 1959 году был образован совхоз животноводческого направления.
Особую роль в истории Ургакша сыграл дорожно-эксплуатационный участок, который был создан в мае 1945 года для обслуживания автодорог. В 1960-е годы этот небольшой дорожный участок обслуживал дороги на Новый Торъял и Морки, весь тракт Йошкар-Ола — Уржум вплоть до села Косолапово, Йошкар-Ола — Зеленодольск до самой границы с Татарской АССР. Посёлок Ургакш был своеобразным дорожным центром. В конце 1990-х годов организацию перевели в поселок Советский.
В 1956 году в Ургакше было 96 дворов, в 1975 году — 161 двор.
В 1980 году была открыта библиотека с книжным фондом в 7500 экземпляров. В 1984 году в посёлке открыты начальная школа, сельский дом культуры на 300 мест и детский сад на 160 мест. В 1992 году для школы было построено современное типовое здание, и она была преобразована в среднюю. В 2003 году на базе детского сада и Ургакшской средней школы открыт лицей-интернат для одарённых детей из сельской местности.
В начале 2004 года население Ургакша составляло около 1400 человек. По национальному составу: марийцы — 67 %, русских — 30 %, есть татары, чуваши и представители других национальностей.

## Население
| 2010 |
| ---- |
| 1385 |

## Культура и образование
- Лицей-интернат п. Ургакш. Открыт в 2003 году на базе средней школы и детского сада.
- Дом культуры.
- Библиотека.